# Вазеба II
Мехадей (*кін. IV ст. н. е.) — цар Аксуму.

## Життєпис
Ймовірно був сином Езани. Посів трон після смерті царя Мехадея. Відомий насамперед через свої монети. Їх було знайдено біля рештків стели, яка була зруйнована ще за часи ВАзеби II. Висувається гипотеза, що її знесли з посиленням християнства, оскільки стела була ознакою поганства. На своїх монетах поновив девіз часів Езани: TOYTOAPECHTHXWPA — «Нехай це сподобається людям». Трон спадкував Еон.